# نظرية الاختبار التقليدية
نظرية الاختبار التقليدية (بالإنجليزية: Classical test theory) هي مجموعة من النظريات السيكومترية ذات الصلة، والتي تتنبأ بنتائج الاختبارات النفسية، مثل صعوبة الأسئلة، ودقة التقديرات، وقدرة المُختبرين. وهي نظرية اختبار تقوم على فكرة أن النتيجة المُلاحظة أو المُحصل عليها للشخص في الاختبار هي مجموع النتيجة الحقيقية (النتيجة الخالية من الأخطاء) ونتيجة الخطأ. وبشكل عام، تهدف نظرية الاختبار التقليدية إلى فهم موثوقية الاختبارات النفسية وتحسينها.
يمكن اعتبار نظرية الاختبار التقليدية مرادفة تقريبًا لـنظرية النتيجة الحقيقية. لا يشير مصطلح "كلاسيكية" فقط إلى التسلسل الزمني لهذه النماذج، بل يتناقض أيضًا مع النظريات السيكومترية الأحدث، والتي يُشار إليها عمومًا باسم نظرية الاستجابة للفقرة، والتي تُسمى أحيانًا "نظرية السمات الكامنة الحديثة".
قام نوفيك بتدوين نظرية الاختبار التقليدية، كما نعرفها اليوم، ووُصفت في نصوص كلاسيكية مثل لورد ونوفيك وألين ويين.